# Tra te e il mare
Tra te e il mare (hr. Između tebe i mora) album je talijanske pjevačice Laure Pausini, izdan 2000. godine. Album je izdan u pop-izdanju, s laganim pjesmama. Singlovi s tog albuma su Volevo dirti che ti amo, Il mio sbaglio piu' grande i Fidati di me. Na albumu se nalaze i pjesme Viaggio con te, koju je Laura posvetila ocu Fabriziju, pjesma Per vivere, koja se radi o siročetu iz Rio de Janeira koje je Laura susrela na svjetskoj turneji 1997. spasivši ga od sigurne smrti, te pjesma The extra mile, koja je naslovna pjesma animiranog filma Pokemon 2000. 
Za pjesmu Viaggio con te dobila je nagradu "Premio Lunezia" za autoricu godine.

## Popis pjesama s albuma
1. Siamo noi
2. Volevo dirti che ti amo
3. Il mio sbaglio piu' grande
4. Tra te e il mare
5. Viaggio con te
6. Musica sara'
7. Anche se non mi vuoi
8. Fidati di me
9. Ricorda mi
10. Per vivere
11. Mentre la notte va
12. Come si fa
13. Jenny
14. The extra mile